# Marian Holona
Marian Holona (ur. 1935) – polski kulturoznawca, literaturoznawca, dr hab., profesor nadzwyczajny Instytutu Pedagogicznego i Językowego Państwowej Wyższej Szkoły Zawodowej w Elblągu i Wyższej Szkoły Ekonomicznej i Humanistycznej w Bielsku-Białej.

## Życiorys
W 1968 obronił pracę doktorską, w 1978 uzyskał stopień doktora habilitowanego, w 1997 otrzymał nominację profesorską. Został zatrudniony na stanowisku profesora w Instytucie Neofilologii na Wydziale Filologicznym i Historycznym Akademii Pomorskiej w Słupsku, w Instytucie Neofilologii na Wydziale Humanistycznym Uniwersytetu Warmińskiego i Mazurskiego w Olsztynie, w Instytucie Filologii Germańskiej na Wydziale Filologicznym i Historycznym Uniwersytetu Gdańskiego oraz w Instytucie Germanistyki na Wydziale Neofilologii Uniwersytetu Warszawskiego.
Objął funkcję profesora nadzwyczajnego w Wyższej Szkole Ekonomicznej i Humanistycznej w Bielsku-Białej, a także w Instytucie Pedagogicznym i Językowym Państwowej Wyższej Szkole Zawodowej w Elblągu.